# David Chan
David Chan es un violinista estadounidense, concertino de la Metropolitan Opera. 

## Biografía
Nacido en San Diego (California) en 1973, sus padres, originales de Taiwán, se conocieron cuando ambos cursaban estudios de posgrado en la Universidad de Stanford. Comenzó su formación musical con tres años cuando sus padres lo inscribieron en clases de violín. A los catorce años ganó el Concurso de Conciertos para las Artes Jóvenes de la Orquesta Sinfónica de San Diego, lo que le permitió actuar con la orquesta en dos series de conciertos. También fue el solista destacado de la Sinfónica Juvenil de San Diego en su gira por Austria, Alemania, Hungría y la antigua Checoslovaquia.
Obtuvo una licenciatura de la Universidad de Harvard y un master de la Escuela Juilliard en 1997. Sus principales maestros fueron Dorothy DeLay, Hyo Kang y Michael Tseitlin. Ganó el quinto premio en el Concurso Internacional Chaikovski y el Premio Josef Gingold en el Concurso Internacional de Violín de Indianápolis.
Hizo su debut en Nueva York el 2 de octubre de 1995, tocando el Concierto núm. 2 con la orquesta de Juilliard dirigida por Hugh Wolff.
Ha actuado en numerosos escenarios alrededor del Mundo, apareciendo como solista con orquestas como la Orquesta Sinfónica del Estado de Moscú, la Filarmónica de Los Ángeles, la Orquesta Sinfónica Nacional de Taiwán, la Sinfónica de Cámara de Aspen, la Sinfónica de San Diego, La Orquesta Sinfónica de Indianápolis, la Orquesta Sinfónica de Richmond, la Orquesta Sinfónica de Springfield y la Orquesta Sinfónica de Northbrook. Ha publicado dos grabaciones: un álbum de recitales y un disco de dos conciertos de Paganini con la Orquesta de Cámara Inglesa, ambos para el sello Ambassador.
Se convirtió en uno de los concertinos de la Ópera Metropolitana de Nueva York en 2000. El 2 de febrero de 2003, con motivo de una actuación de Met Orchestra, hizo su debut como solista en el Carnegie Hall tocando el Concierto para violín, violonchelo y orquesta de Brahms con su colega violonchelista de la Ópera Metropolitana, Rafael Figueroa. Fue solista en In Tempus Praesens (concierto para violín y orquesta) de Sofia Gubaidulina con la Met Orchestra en 2012. Para Giulio Cesare de Handel, Chan apareció en el escenario disfrazado durante una de las arias de David Daniels para proporcionar la parte de violín obbligato .
La carrera de Chan ha incluido una amplia participación en la música de cámara. Los artículos de 1998 y 1999 lo muestran como uno de los tres miembros del Emelin Trio. Ha sido un invitado frecuente en el Festival de Música del Pacífico de Japón, el Festival de Música de Cámara de Seattle y el SummerFest de La Jolla. También ha tocado música de cámara con Lang Lang en un concierto "Lang Lang With Friends".
Con el Met Chamber Ensemble, ha tocado en el Concierto de cámara para piano y violín de Alban Berg con 13 instrumentos de viento, la suite Le bourgeois gentilhomme de Richard Strauss, Quatuor pour la fin du temps de Olivier Messiaen y otras obras, clásicas y contemporáneo.
Se unió a la facultad de la Escuela Juilliard en 2005. También es miembro de la facultad en la Mannes School of Music. En junio de 2018, Chan fue nombrado director musical de Camerata Notturna, una orquesta de cámara con sede en la ciudad de Nueva York.

## Dirección de orquestas
Como director, Chan se desempeña como director musical de la Camerata Notturna, cargo que ocupa desde 2018 y de la Montclair Orchestra, a la que fue designado en 2016. En la temporada 2018-19, hizo su debut como director en el Carnegie Hall y viajó a Europa para actuar con L'Orchestre Philharmonique Royal de Liège y L'Orchestre Dijon Bourgogne, entre otros.

## Discografía selecta
- David Chan: La Campanella
- Beethoven: Concierto para violín (Park Avenue Chamber Symphony, David Bernard, director)
- Grandes Dúos Para Violín Y Violonchelo (con Rafael Figueroa, violonchelista)